# رایشسفلد
رایشسفلد (به فرانسوی: Reichsfeld) یک کمون در فرانسه با جمعیت ۳۱۲ نفر است که در Canton of Barr واقع شده‌است.